# Albo d'oro del campionato di Lega Pro Prima Divisione
Questa pagina raccoglie l'elenco delle squadre vincitrici della Lega Pro Prima Divisione (Serie C1 fino al 2007-2008) e delle altre promosse in Serie B dal 1978-79 al 2013-14, stagioni di introduzione e di soppressione della categoria.

## Albo d'oro

### Serie C1 (1978-2008)
| Stagione  | Stagione                           | Gironi          | Gironi           |
| Stagione  | Stagione                           | Girone A        | Girone B         |
| --------- | ---------------------------------- | --------------- | ---------------- |
| 1978-1979 | Vincitrice                         | Como            | Matera           |
| 1978-1979 | 2ª classificata                    | Parma           | Pisa             |
| 1979-1980 | Vincitrice                         | Varese          | Catania          |
| 1979-1980 | 2ª classificata                    | Rimini          | Foggia           |
| 1980-1981 | Vincitrice                         | Reggiana        | Cavese           |
| 1980-1981 | 2ª classificata                    | Cremonese       | Sambenedettese   |
| 1981-1982 | Vincitrice                         | Atalanta        | Arezzo           |
| 1981-1982 | 2ª classificata                    | Monza           | Campobasso       |
| 1982-1983 | Vincitrice                         | Triestina       | Empoli           |
| 1982-1983 | 2ª classificata                    | Padova          | Pescara          |
| 1983-1984 | Vincitrice                         | Parma           | Bari             |
| 1983-1984 | 2ª classificata                    | Bologna         | Taranto          |
| 1984-1985 | Vincitrice                         | Brescia         | Catanzaro        |
| 1984-1985 | 2ª classificata                    | L.R. Vicenza    | Palermo          |
| 1985-1986 | Vincitrice                         | Parma           | Messina          |
| 1985-1986 | 2ª classificata                    | Modena          | Taranto          |
| 1986-1987 | Vincitrice                         | Piacenza        | Catanzaro        |
| 1986-1987 | 2ª classificata                    | Padova          | Barletta         |
| 1987-1988 | Vincitrice                         | Ancona          | Licata           |
| 1987-1988 | 2ª classificata e altre promozioni | Monza           | Cosenza Reggina  |
| 1988-1989 | Vincitrice                         | Reggiana        | Cagliari         |
| 1988-1989 | 2ª classificata                    | Triestina       | Foggia           |
| 1989-1990 | Vincitrice                         | Modena          | Taranto          |
| 1989-1990 | 2ª classificata                    | Lucchese        | Salernitana      |
| 1990-1991 | Vincitrice                         | Piacenza        | Casertana        |
| 1990-1991 | 2ª classificata                    | Venezia         | Palermo          |
| 1991-1992 | Vincitrice                         | SPAL            | Ternana          |
| 1991-1992 | 2ª classificata                    | Monza           | Fidelis Andria   |
| 1992-1993 | Vincitrice                         | Ravenna         | Palermo          |
| 1992-1993 | 2ª classificata                    | L.R. Vicenza    | Perugia          |
| 1993-1994 | Vincitrice                         | Chievo          | Perugia          |
| 1993-1994 | Vinc. play-off                     | Como            | Salernitana      |
| 1994-1995 | Vincitrice                         | Bologna         | Reggina          |
| 1994-1995 | Vinc. play-off                     | Pistoiese       | Avellino         |
| 1995-1996 | Vincitrice                         | Ravenna         | Lecce            |
| 1995-1996 | Vinc. play-off                     | Empoli          | Castel di Sangro |
| 1996-1997 | Vincitrice                         | Treviso         | Fidelis Andria   |
| 1996-1997 | Vinc. play-off                     | Monza           | Ancona           |
| 1997-1998 | Vincitrice                         | Cesena          | Cosenza          |
| 1997-1998 | Vinc. play-off                     | Cremonese       | Ternana          |
| 1998-1999 | Vincitrice                         | Alzano Virescit | Fermana          |
| 1998-1999 | Vinc. play-off                     | Pistoiese       | Savoia           |
| 1999-2000 | Vincitrice                         | Siena           | Crotone          |
| 1999-2000 | Vinc. play-off                     | Cittadella      | Ancona           |
| 2000-2001 | Vincitrice                         | Modena          | Palermo          |
| 2000-2001 | Vinc. play-off                     | Como            | Messina          |
| 2001-2002 | Vincitrice                         | Livorno         | Ascoli           |
| 2001-2002 | Vinc. play-off                     | Triestina       | Catania          |
| 2002-2003 | Vincitrice                         | Treviso         | Avellino         |
| 2002-2003 | Vinc. play-off                     | AlbinoLeffe     | Pescara          |
| 2003-2004 | Vincitrice                         | Arezzo          | Catanzaro        |
| 2003-2004 | Vinc. play-off                     | Cesena          | Crotone          |
| 2004-2005 | Vincitrice                         | Cremonese       | Rimini           |
| 2004-2005 | Vinc. play-off                     | Mantova         | Avellino         |
| 2005-2006 | Vincitrice                         | Spezia          | Napoli           |
| 2005-2006 | Vinc. play-off                     | Genoa           | Frosinone        |
| 2006-2007 | Vincitrice                         | Grosseto        | Ravenna          |
| 2006-2007 | Vinc. play-off                     | Pisa            | Avellino         |
| 2007-2008 | Vincitrice                         | Sassuolo        | Salernitana      |
| 2007-2008 | Vinc. play-off                     | Cittadella      | Ancona           |

### Lega Pro Prima Divisione (2008-2014)
| Stagione  | Stagione       | Gironi         | Gironi          |
| Stagione  | Stagione       | Girone A       | Girone B        |
| --------- | -------------- | -------------- | --------------- |
| 2008-2009 | Vincitrice     | Cesena         | Gallipoli       |
| 2008-2009 | Vinc. play-off | Padova         | Crotone         |
| 2009-2010 | Vincitrice     | Novara         | Portogruaro     |
| 2009-2010 | Vinc. play-off | Varese         | Pescara         |
| 2010-2011 | Vincitrice     | Gubbio         | Nocerina        |
| 2010-2011 | Vinc. play-off | Verona         | Juve Stabia     |
| 2011-2012 | Vincitrice     | Ternana        | Spezia          |
| 2011-2012 | Vinc. play-off | Pro Vercelli   | Virtus Lanciano |
| 2012-2013 | Vincitrice     | Trapani        | Avellino        |
| 2012-2013 | Vinc. play-off | Carpi          | Latina          |
| 2013-2014 | Vincitrice     | Virtus Entella | Perugia         |
| 2013-2014 | Vinc. play-off | Pro Vercelli   | Frosinone       |

## Dati statistici

### Squadre plurivincitrici
Di seguito si riporta l'elenco delle squadre vincitrici di due o più campionati di Serie C1/Lega Pro Prima Divisione.
- 3 volte: Catanzaro, Ravenna
- 2 volte: Arezzo, Avellino, Cesena, Modena, Palermo, Parma, Perugia, Piacenza, Reggiana, Spezia, Ternana, Treviso

### Squadre pluripromosse
Di seguito si riporta l'elenco delle squadre promosse in due o più occasioni nella categoria superiore. Sono escluse dal conteggio le ammissioni per completamento organici.
- 5 volte: Avellino
- 4 volte: Ancona, Monza, Palermo
- 3 volte: Catanzaro, Cesena, Como, Cremonese, Crotone, Modena, Padova, Parma, Pescara, Ravenna, Salernitana, Taranto, Ternana, Triestina
- 2 volte: Arezzo, Bologna, Catania, Cittadella, Cosenza, Empoli, Fidelis Andria, Foggia, Frosinone, Messina, Pisa, Pistoiese, Pro Vercelli, Perugia, Piacenza, Reggiana, Rimini, Spezia, Treviso, Varese, L.R. Vicenza[3]

### Record
- Il Catanzaro (1984-1985, 1986-1987) e il Parma (1983-1984, 1985-1986) sono le uniche squadre ad aver vinto il torneo in due occasioni a distanza di due anni l'una dall'altra.
- L'Avellino è l'unica squadra ad aver centrato la promozione in tre occasioni a distanza di due anni l'una dall'altra (2002-2003, 2004-2005 e 2006-2007).
- Oltre a Catanzaro e Parma, il Palermo (1990-1991 e 1992-1993), la Pro Vercelli (2011-2012 e 2013-2014) e il Taranto (1983-1984, 1985-1986) sono le uniche squadre ad aver centrato la promozione in due occasioni a distanza di due anni l'una dall'altra.
- Il Bologna, il Napoli ed il Cagliari sono le uniche squadre ad essersi aggiudicate almeno un campionato di Serie A, Serie B e Serie C1.